# 金奈
（拉丁轉寫：Chennai，i/ˈtʃɛnnaɪ/），原名馬德拉斯（英語：、i/məˈdrɑːs/ 或 /-ˈdræs/），是位於印度東南部的城市，地處烏木海岸，緊鄰孟加拉灣，是孟加拉湾沿岸最大的城市，由英國於17世紀所建立，並逐漸發展成為相應區域的主要中心城市和海軍基地，不僅是過去英屬印度馬德拉斯省的首府，也是現今泰米尔纳德邦的首府和（自20世紀以來的）重要行政中樞。
金奈是印度人口第6大都市、第4大都會區，全世界第36位的大都市区，金奈大都市区人口约820万（2009年），其中属于金奈市政府管辖区域人口约434万（2001年）。
金奈經濟圈貢獻了泰米爾納德邦39%的GDP，其經濟主要是基於其汽車工業、IT科技和醫療衛生產業的實力。它是印度第二大軟件工業、IT工业和基于IT技术的外包服务出口中心。金奈被稱為南亞底特律，印度汽車業的三分之一以上都在該市，汽車工業基地坐落在這座城市及周邊地區，汽車出口同時全印度汽車出口量的60%。
金奈是重要的南印度古典音乐（Carnatic music）中心，每年举办上百位艺术家参与的马德拉斯音乐季。这座城市的戏剧演出活动十分活跃，也是印度婆罗多舞（Bharatanatyam）的重要中心。泰米尔语电影业——印度最大的电影工业之一——也位于这次城市，电影的原声带支配了它的音乐界。
金奈以其世界文化遗产與印度南部风格的庙宇建筑而著称。该市的东海岸是12公里長的游艇码头海滩，以其体育比赛场地和主办職業網球聯合會赛事欽奈公开赛著称；此外，金奈还是一个罕见的国家公园位于市内的城市—Guindy国家公园。

## 名稱

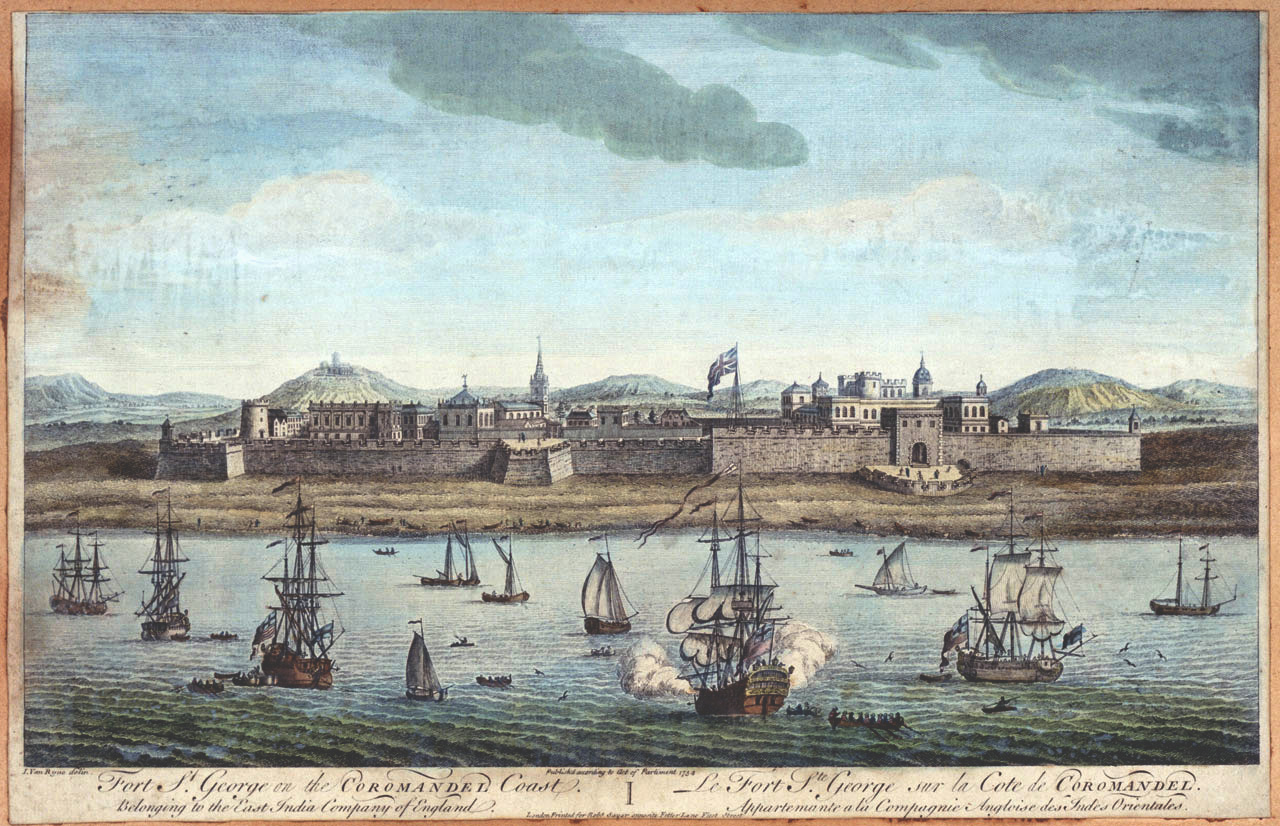
欽奈的过去--圣乔治堡

城市的名称金奈乃Chennaipattinam的缩写。后者是位于英国1640年建立之圣乔治堡（Fort St. George）周边的一座小镇。
关于「欽奈」之名的起源，有两种说法。其中一种版本是：Chennaipattinam的名字来自于Chennaiappa Naicker。『pattinam』是泰米爾語「海岸鄉鎮」之意；英国人于1639年，从Srikalahasti和Vandavasi的土邦王公手中，获得了这个鄉镇。
第一次正式使用，据说是在一份1639年的卖地契约中。买方是英国东印度公司的官员Francis Day。另外一种说法，Chennapattinam是来自于当地的一座神庙（Chenna Kesava Perumal Temple）；chenni在泰米尔语中，是脸的意思，因此这座庙宇即是这个鄉鎮的顏面。
欽奈的旧名马德拉斯来源于马德拉斯帕塔姆（Madraspatnam），当时是圣乔治堡北边的一座小渔村。
关于马德拉斯帕塔姆名字的准确起源，研究学者对其有着不同的看法，一派观点认为是16世纪来到当地的葡萄牙人可能将这个岸邊村落改名为。另外，有人认为这个村落的名字来自于葡萄牙曾经显要的家族（在随后的年代中，还被称为或），曾于1575年对欽奈Santhome地区的教堂做奉献礼。目前无法确定Madraspattinam在当地受到欧洲人影响前，是否已经被使用。
英国人在17世纪获得这片土地的所有权之后，合并了Madraspattinam和Chennapattinam两个镇，将此合并而成的新城镇命名为Madraspattinam。邦政府于1996年8月正式将其改名为Chennai。

## 歷史

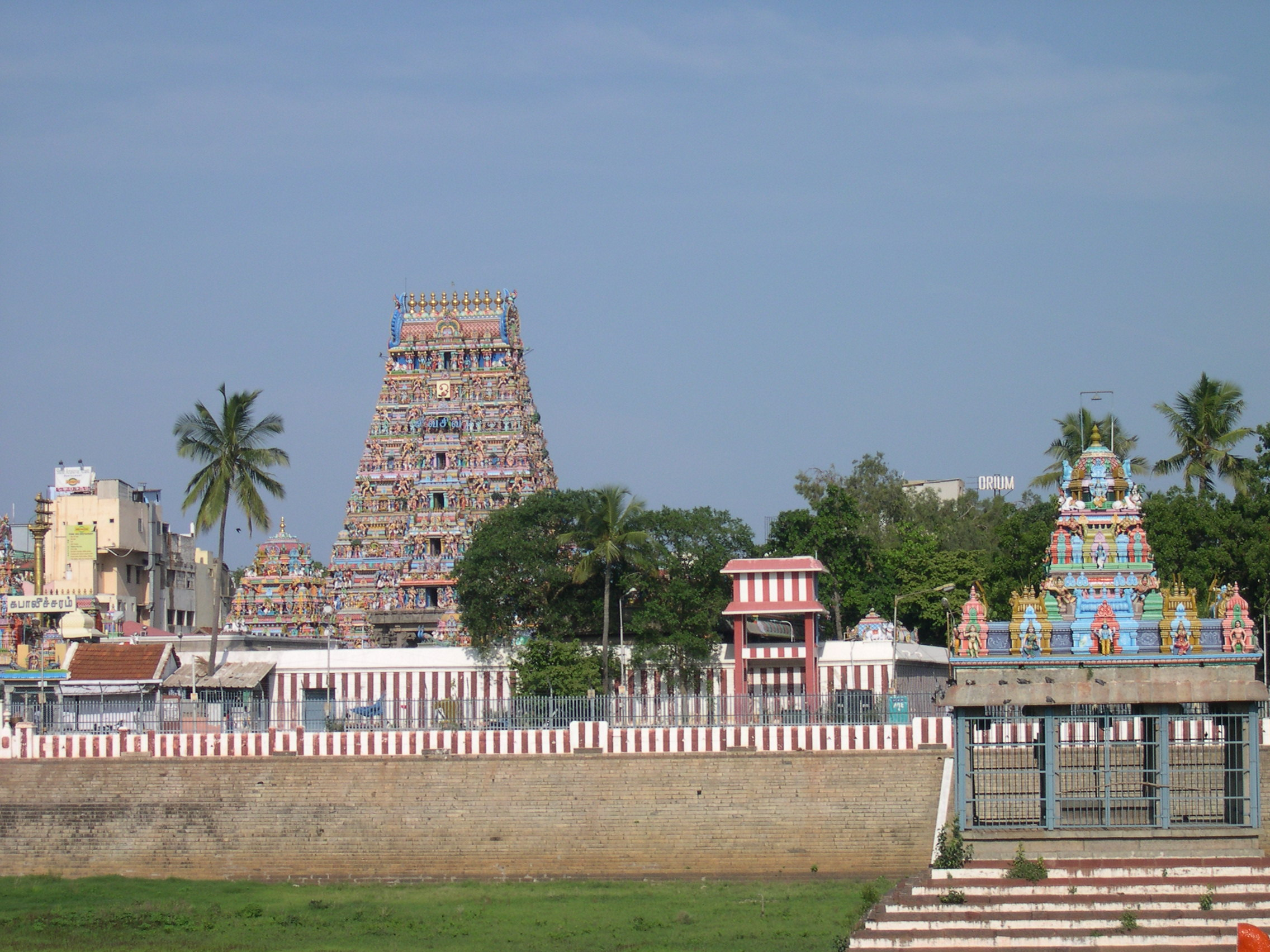
Mylapore的Kapaleeshwarar庙是金奈最古老的庙宇之一

金奈起初是一個很小的漁村。該市市郊和市內部份地區（如Triplicane）已有近2000年的歷史。
自从公元1世纪以来，欽奈附近的区域就是重要的行政、军事和经济中心。他曾经被许多印度南部王国统治，特别是波罗婆王朝、朱羅王朝、潘地亞、毗奢耶那伽羅王朝。
麥拉坡镇，现在是都市区的一部分，曾经是Pallava王国的主要港口。
1552年，葡萄牙人到达这裡，建造了一个港口，以据新曾在52年到70年来此传道的基督教使徒多马命名为圣多马（São Tomé）。这个地区后来落入荷兰东印度公司手中，1612年，他们在该市的北面靠近普里卡特的地方，建立了据点。
1639年8月22日，英国东印度公司的弗朗西斯·戴从毗奢耶那伽羅国王那里获得乌木海岸的一块小型带状土地，Peda Venkata Raya（a.k.a. Venkata III）in Chandragiri。这个地方was under by Damerla Venkatapathy, Nayak of Vandavasi。允许建造进行贸易活动的代理商行和仓库。

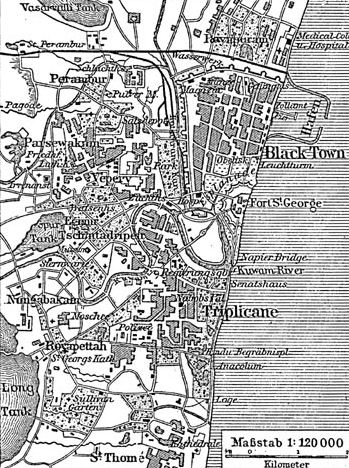
1888年马德拉斯地图

一年以后，圣乔治堡建造了起来，后来成为这个殖民地城市成长的核心。1746年，圣乔治堡和马德拉斯被法国貝特朗-弗朗索瓦·馬埃·德·拉布爾多內将军，毛里求斯总督夺取，抢劫了该镇及附近村庄。
英国人在1749年重新夺回对该市的控制，通过第二亞琛和約随后强化基地经受法国人和迈索尔王国苏丹海德尔·阿里进一步袭击。到18世纪末，英国人已经征服泰米尔纳德及其北面大部分地区（今日的安得拉邦和卡納塔克邦），成立了馬德拉斯省，首府就设在马德拉斯。
在英国统治下，该市发展成为印度南部重要的商业和行政中心以及海军基地。到19世纪末，该市通过铁路，该市与印度其他重要城市，如孟买和加尔各答，联结起来，推动了与腹地之间的交流与贸易。它是第一次世界大战期间唯一遭到同盟国袭击的印度城市，一个石油仓库遭到德国埃姆登號輕型巡洋艦 (1908年)的炮轰。1947年印度独立以后，该市成为马德拉斯邦首府，1969年又更名为泰米尔纳德。从1965年到1967年，金奈是泰米尔人反对强迫接受印地语运动的一个重要基地。

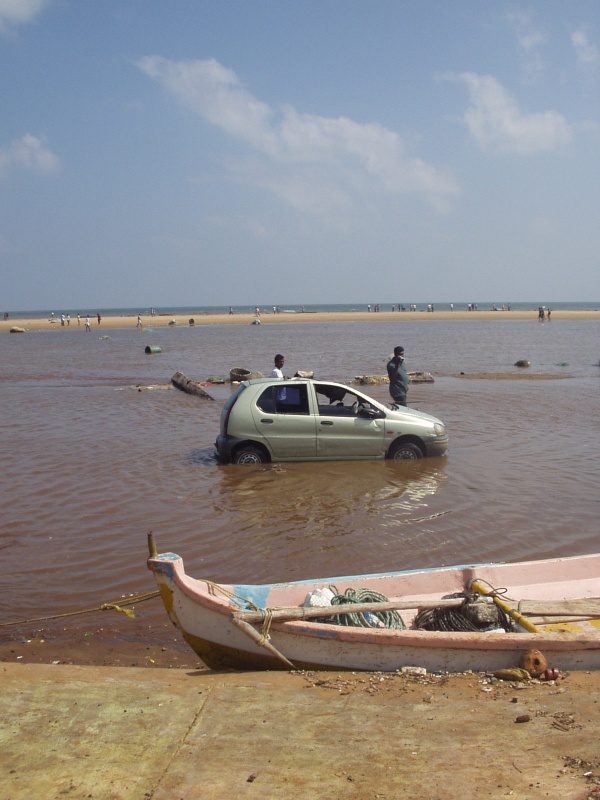
2004年印度洋大地震：金奈的马里纳海滩，大部份地區因為海嘯而水浸

2004年12月26日，印度洋大地震（南亞海嘯）袭击了金奈海岸，造成许多人死亡，并永远地改变了這裡的海岸线。
| 年份   | 人口    |
| ------ | ------- |
| 1800年 | 100.000 |
| 1820年 | 140.000 |
| 1835年 | 235.000 |
| 1850年 | 330.000 |
| 1865年 | 427.800 |
| 1872年 | 397.552 |
| 1881年 | 405.848 |
| 1891年 | 452.500 |
| 1901年 | 509.300 |
| 1911年 | 518.700 |

| 年份   | 人口      |
| ------ | --------- |
| 1921年 | 526.900   |
| 1931年 | 647.300   |
| 1941年 | 777.500   |
| 1951年 | 1.416.100 |
| 1961年 | 1.729.100 |
| 1971年 | 2.470.300 |
| 1981年 | 3.276.622 |
| 1991年 | 3.841.396 |
| 2001年 | 4.216.268 |
| 2005年 | 4.328.416 |

## 地理

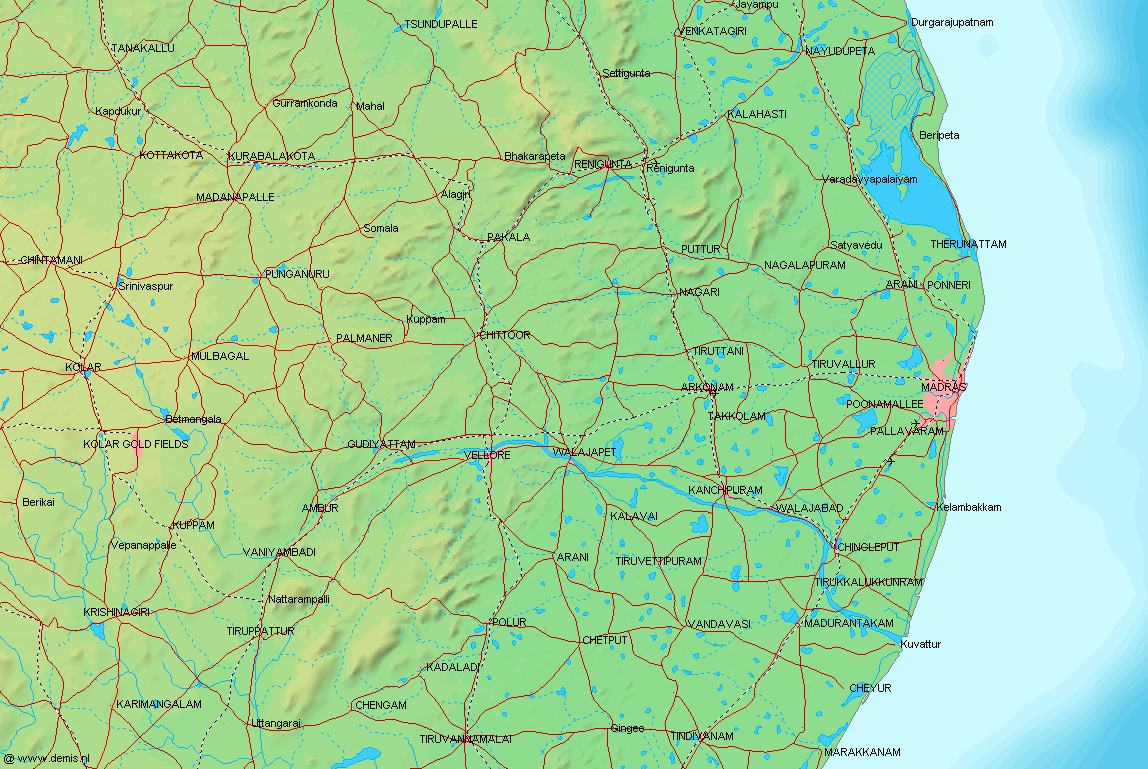
欽奈与附近城镇

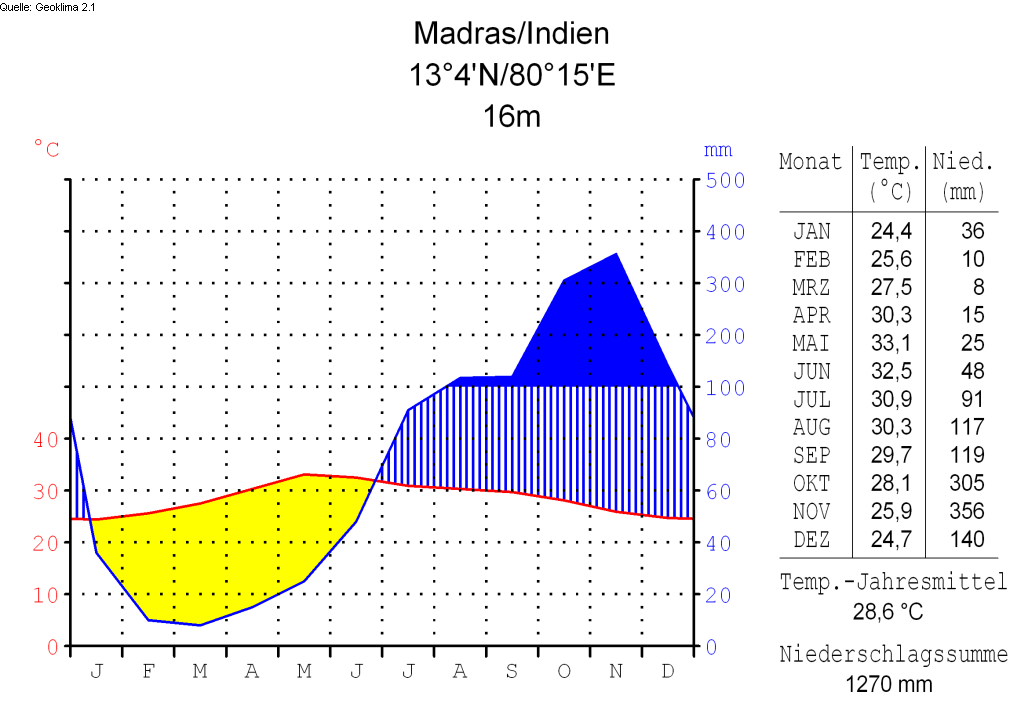
欽奈气候

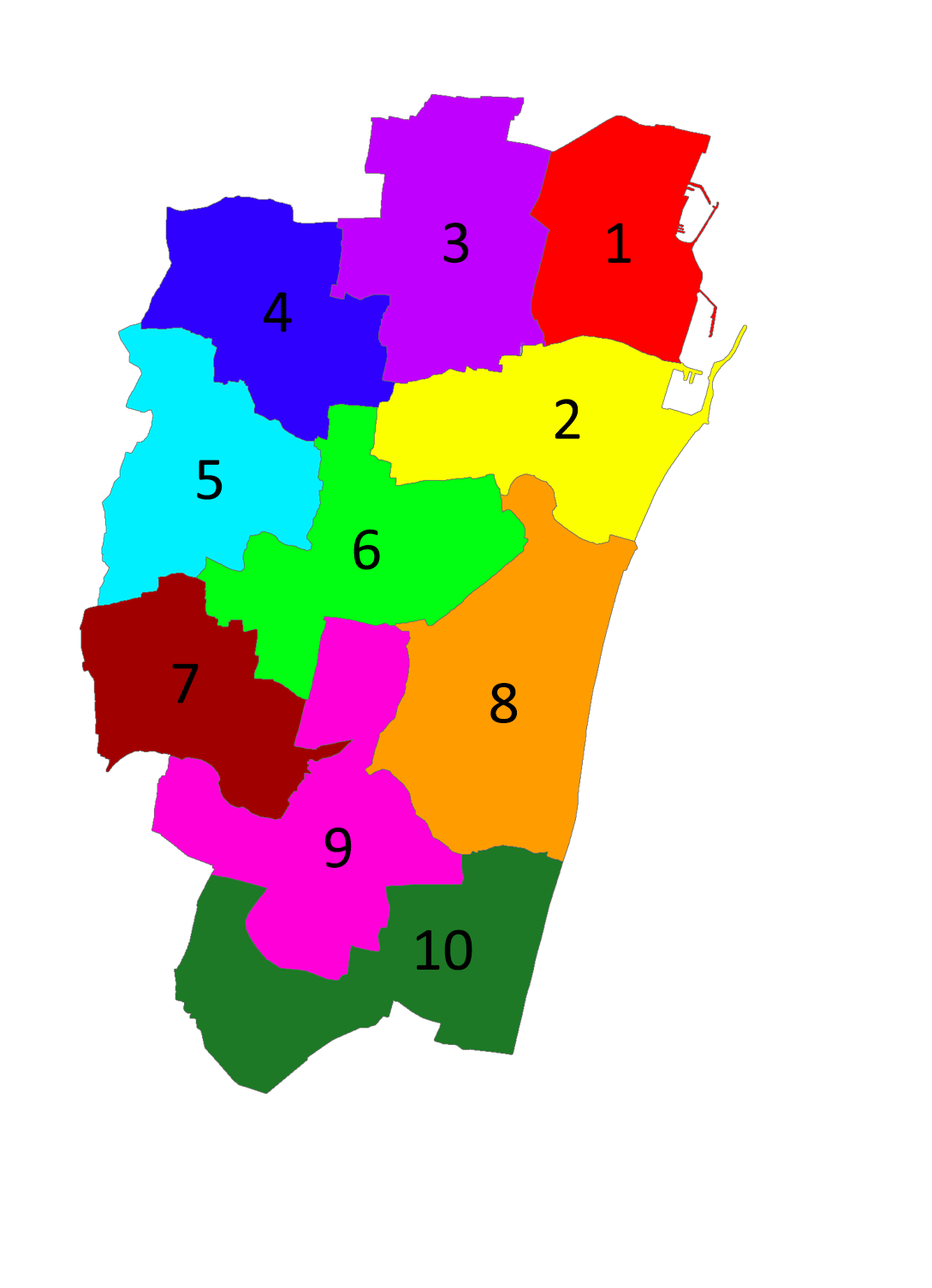
欽奈市的分区
1. Egmore-Nungambakam
2. Fort Tondiarpet
3. Mambalam-Guindy
4. Mylapore-Triplicane
5. Perambur-Purasawalkkam.

欽奈位于13°02′N 80°10′E / 13.04°N 80.17°E，印度的东南海岸，泰米尔纳德邦的东北角。它位于平坦的滨海平原东海岸平原。该市的平均海拔为6米，最高处有60米。兩条河流蜿蜒流经欽奈：中部的古沃姆河和南部的Adyar河。所有河流均被严重污染，污水和垃圾来自家庭和商业。Adyar河所受的污染明显少于古沃姆河，邦政府定期给以清淤。被保护的Adyar河口栖息着数种鸟类和野兽。白金汉运河，与海岸平行，位于海岸线以内4公里，联结两条河流。水獭溪是一条东西向流过欽奈北部的小溪，在Basin Bridge与白金汉运河交汇。
几个湖泊of varying size are坐落在该市的西部边缘。红山湖、Sholavaram湖和Chembarambakkam湖供应欽奈饮用水。地下水大部分含盐。
欽奈的地质构造主要由粘土、页岩和砂岩构成。该市在地质上可分为三类地区：沙土区、粘土区和岩石区。沙土区分布在河岸和海岸。粘土区包括了城市的大部分。岩石区are Guindy、Velachery、Adambakkam和一部分Saidapet.在沙土区如Tiruvanmiyur, Adyar, Kottivakkam, Santhome、乔治镇, Tondiarpet和欽奈其余的沿海地段，雨水迅速渗入地下。在粘土区和岩石区，雨水渗入地下较慢，但被土壤保持的时间较长。该市的粘土区包括T.Nagar、西Mambalam, Anna Nagar, Perambur和Virugambakkam。

### 水资源
历史上，由于金奈没有大型河流流过，一直面临供水短缺的问题，过度依赖一年一度季风带来的降雨补充水库。该市许多地方的地下水几乎已经耗尽，水位极低。大部分居民购买饮用水。一项早期Veeranam工程未能成功解决该市供水短缺问题。最近几年，由于季风雨水已经连续几年严重不足。此外，新工程如从Andhra Pradesh的丰水河流Krishna河引水的Telugu Ganga运河工程，已经缓解了供水短缺。该市还在建造海水淡化厂，以进一步缓解供水短缺。

### 气候
欽奈地处热带并且沿海，这避免了剧烈的季节性温度变化。一年中大部分时候，天气都是炎热潮湿。一年中最热的时候是五月末、六月初，当地称为Agni Nakshatram（"fire star"）或Kathiri Veyyil，最高气温约为38-42°摄氏度。一年中最寒冷的时候是一月，最低气温约为19-20摄氏度。有记录的最低气温为15.8摄氏度，最高气温为47.1摄氏度。
年平均降水量约为1,300毫米。该市大部分的季节性降雨来自于东北季风，从九月中旬到十二月中旬。孟加拉湾的旋风不时也会袭击该市。
| 欽奈（1951年-1980年）                  | 欽奈（1951年-1980年） | 欽奈（1951年-1980年） | 欽奈（1951年-1980年） | 欽奈（1951年-1980年） | 欽奈（1951年-1980年） | 欽奈（1951年-1980年） | 欽奈（1951年-1980年） | 欽奈（1951年-1980年） | 欽奈（1951年-1980年） | 欽奈（1951年-1980年） | 欽奈（1951年-1980年） | 欽奈（1951年-1980年） | 欽奈（1951年-1980年） |
| 月份                                   | 1月                   | 2月                   | 3月                   | 4月                   | 5月                   | 6月                   | 7月                   | 8月                   | 9月                   | 10月                  | 11月                  | 12月                  | 全年                  |
| -------------------------------------- | --------------------- | --------------------- | --------------------- | --------------------- | --------------------- | --------------------- | --------------------- | --------------------- | --------------------- | --------------------- | --------------------- | --------------------- | --------------------- |
| 平均高温 °C（°F）                      | 28.4 (83.1)           | 29.9 (85.8)           | 31.9 (89.4)           | 33.6 (92.5)           | 36.4 (97.5)           | 36.6 (97.9)           | 34.7 (94.5)           | 33.9 (93.0)           | 33.5 (92.3)           | 31.4 (88.5)           | 29.2 (84.6)           | 28.1 (82.6)           | 32.3 (90.1)           |
| 平均低温 °C（°F）                      | 20.6 (69.1)           | 21.2 (70.2)           | 23.1 (73.6)           | 25.9 (78.6)           | 27.6 (81.7)           | 27.2 (81.0)           | 25.9 (78.6)           | 25.3 (77.5)           | 25.3 (77.5)           | 24.3 (75.7)           | 22.8 (73.0)           | 21.6 (70.9)           | 24.2 (75.6)           |
| 平均降水量 mm（）                      | 16.2 (0.64)           | 3.7 (0.15)            | 3.0 (0.12)            | 13.6 (0.54)           | 48.9 (1.93)           | 53.7 (2.11)           | 97.8 (3.85)           | 149.7 (5.89)          | 109.1 (4.30)          | 282.7 (11.13)         | 350.3 (13.79)         | 138.2 (5.44)          | 1,266.9 (49.88)       |
| 来源：Indian Meteorological Department |                       |                       |                       |                       |                       |                       |                       |                       |                       |                       |                       |                       |                       |

### 规划
出于行政目的欽奈被分为5个区：1. Egmore-Nungambakam, 2. Fort Tondiarpet 3. Mambalam-Guindy 4. Mylapore-Triplicane 5. Perambur-Purasawalkkam.
欽奈都市区由3个区域组成：欽奈市、Kanchipuram区和Thiruvallur区。该市面积为174 平方千米。大都市区面积为1,177 km²。该市可分为4个主要部分：北部、中部、南部和西部。
欽奈北部大体上是一个工业区，中部是该市的商业核心。南部和西部从前基本上是住宅区，但正在快速演变为商业区，拥有大量的IT和金融公司。
邻近的卫星城有南面的Mahabalipuram，西南面的Chengalpattu，和西面的Kanchipuram、Sriperumpudur、Tiruvallur、Arakkonam。

## 行政

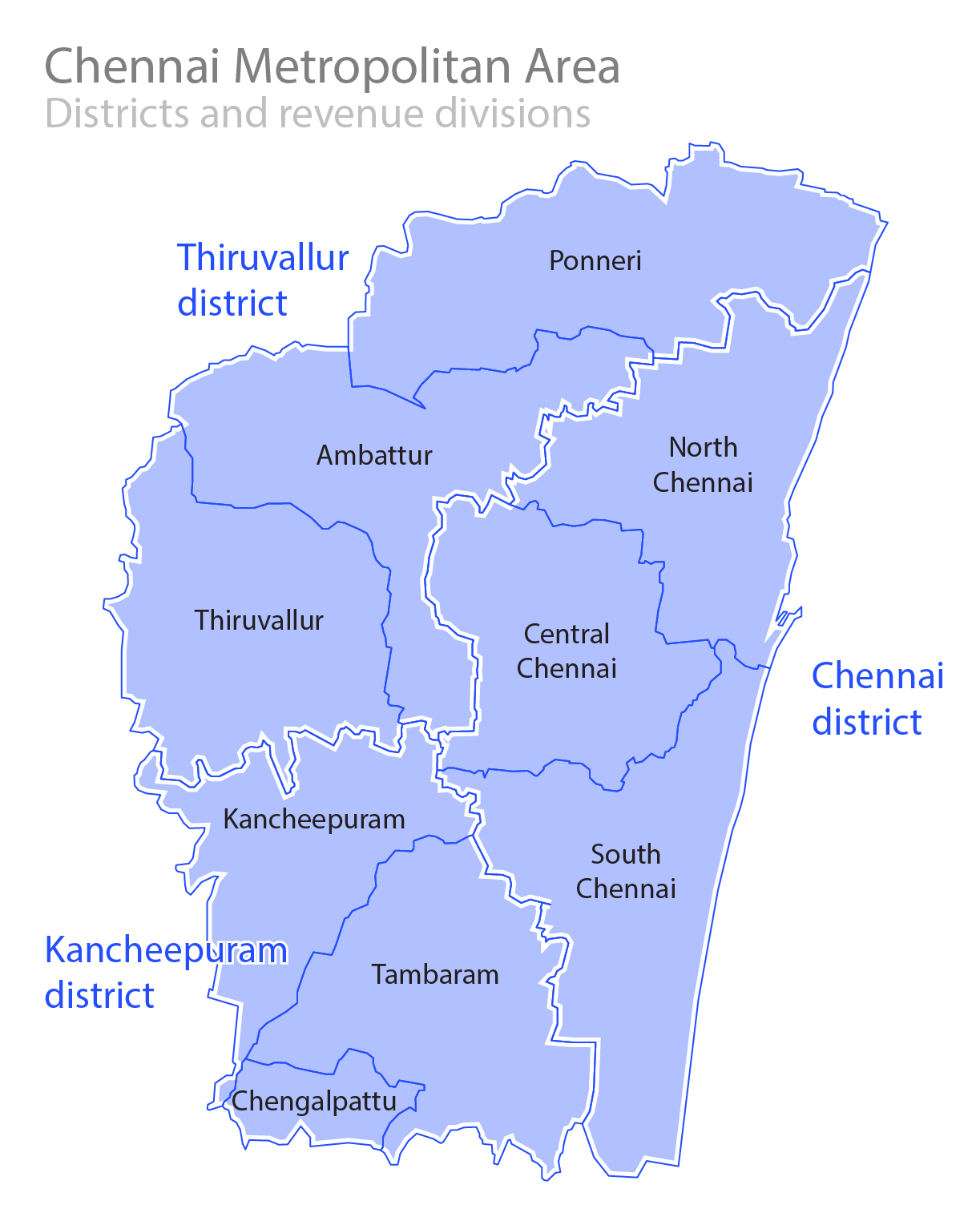
欽奈大都会区图，蓝色部分为欽奈市区

欽奈市由欽奈市政当局管理，市政当局由一名市长和155名议员组成，每个议员代表一个选区，由全体市民直接选举产生。其中一人被其他议员推选担任市长和副市长。市长和副市长负责大約10個常設委员会。市政当局负责照管大都会区城市运作。
欽奈大都市区包括许多郊区，是Kanchipuram和Thiruvallur区的一部分。较大的郊区由鎮政府（town municipalities）管理，而较小的郊区由名叫panchayat的市議會管治。
欽奈作为泰米尔纳德邦的首府，拥有泰米尔纳德邦政府的行政和立法总部。它们主要坐落在Secretariat大厦、圣乔治堡校园的一部分，以及散布该市的许多其他建筑。位于该市的马德拉斯高级法院是整个泰米尔纳德邦的最高司法机构。
欽奈有3个人民院選區 –欽奈北区、欽奈中区和欽奈南部。现任国会议员為C Kuppusami、Dayanidhi Maran和T R Baalu。並有18個邦議會選區。
大欽奈警察局是泰米尔纳德警察的一个分部，是该市的执法机构。该市警察武装由一名警察专员领导並與邦內政部共同管理。大欽奈警察局下设36个分支，和121个警察局。其中15个警察局现在已被鉴定为ISO 9001:2000。城市交通由欽奈市交通警察（CCTP）負責管理。大都会郊区由Chennai Metropolitan Police欽奈大都會警察管轄而其他郊區由Kanchipuram和Thiruvallur警察部管轄。

### 公用事业
欽奈市政当局和郊区various municipalities look after civic services.垃圾处理由一个私营公司Onyx Waste Services运作。供水和污水处理由承担市區供水and Sewage Board popularly referred to as Metro Water。供电由泰米尔纳德Electricity Board经营。
该市的电话有4个服务商：landline公司：BSNL、塔塔Indicom、Reliance Infocomm和Bharti Airtel。有6个移动电话公司：BSNL, Hutch, Bharti Airtel和Aircel提供GSM服务，Tata Indicom和Reliance Infocomm提供CDMA服务。
網際網路連線由寬頻供應商標（isp）如Sify公司, BSNL, Reliance Infocomm, Hathway, Bharti Airtel and塔塔Indicom. SCV and Hathway是主要布線電視服務提供者. Direct To Home（DTH）經DD Direct Plus提供, Dish TV，是塔塔Sky.欽奈是印度第一个城市to have implemented Conditional Access System for有线电视。 -->

## 经济

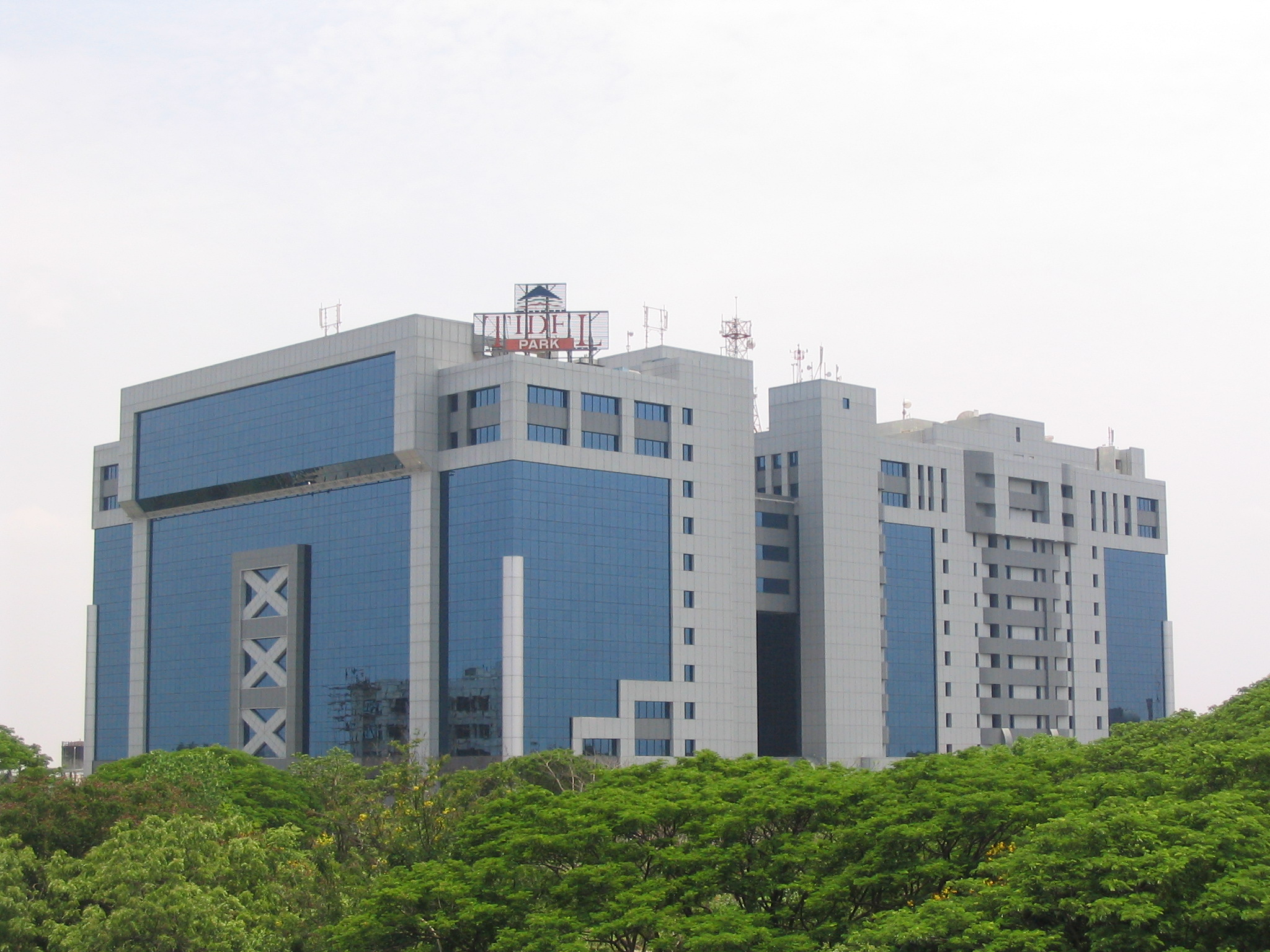
Tidel Park，欽奈最大的软件园区

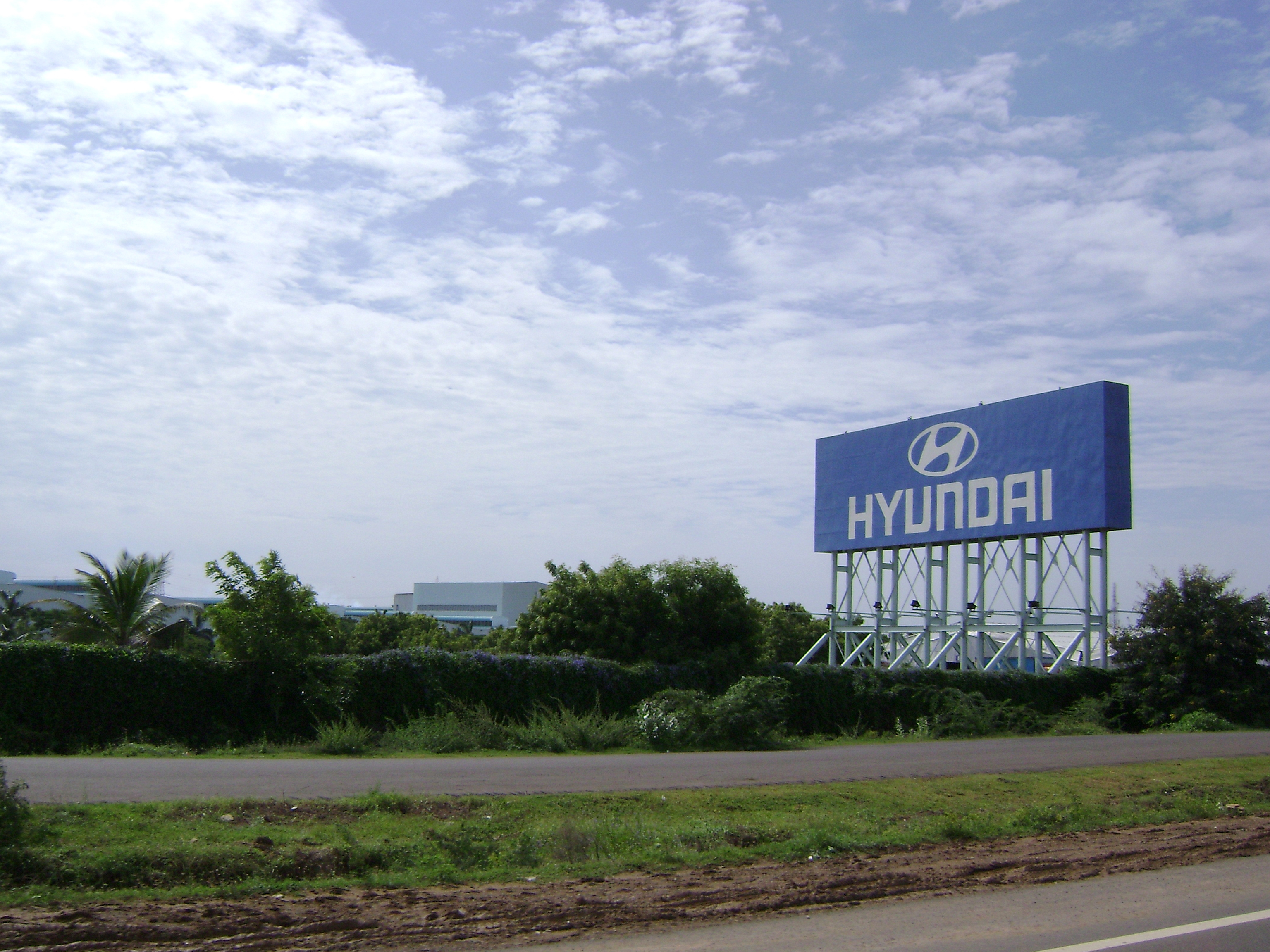
现代汽车位于欽奈的制造厂

欽奈拥有多样化的经济基础。主要产业是汽车、软件服务、硬件制造和金融服务。其他重要产业包括石化、纺织和服装。欽奈港和Ennore港也非常重要。该市拥有完全电脑化的证券交易所马德拉斯证券交易所。欽奈的生产总值（GMP）在印度大都会中排名第四。马德拉斯是印度工业中心之一。拥有发达的纺织、皮革、化学、食品、机械、汽车等工业。

欽奈集中了印度大约49%的汽车配件工业和34%的车辆工业。印度许多汽车公司都以欽奈为基地。一些全球和印度汽车公司如现代集团、福特、三菱、TVS、Ashok Leyland、Caterpillar、Royal Enfield、TI Cycles、TAFE, Dunlop, MRF have制造厂在欽奈市内或附近while 宝马（BMW）, a 尼桑-雷诺and Mahindra & Mahindra合资公司, Naza Automobiles and Apollo Tyres都正在欽奈附近修建工厂。该市也是汽车相关产业主要中心。现代集团在该市正在设立发动机工厂。几个石化公司如欽奈石化有限公司（CPCL）、Manali石化有限公司、马德拉斯精炼有限公司（MRL）、Petro Araldite and Orchid Pharmaceuticals都位于欽奈市郊。>
欽奈是一个重要的金融中心，目前拥有3个大型全国性商业银行和许多邦级合作银行。许多印度银行，一些大型金融公司和保险公司将总部设在欽奈。

## 人口
欽奈居民称为Chennaiites。2011年，欽奈市拥有7,088,000人。整个都市区人口总数达到8,917,749人，在印度全国排名第四，仅次于孟买、德里和加尔各答。預計2025年欽奈人口將超過1000萬人，2050年到達1628萬人，2075年人口2221萬人。
该市的人口密度为每平方千米25,016人，都市区人口密度为每平方千米5,847人。男女性别比例为1000：948，略低于全国平均数1000：934。平均，大大高于全国平均水平59.5%。18%的人口居住在贫民窟内。
欽奈面临的主要问题是交通拥堵以及由此造成的环境污染。按照覆盖率和连通性，欽奈的交通设施发展得相当不错。该市人口的大多数使用公共交通，在高峰时间过度拥挤，压力很大。欽奈是世界上单位面积人口最密集的城市之一。
欽奈的主要居民是泰米尔人，说泰米尔语。英语使用广泛，特别在商业、教育和其他白领职业中。另外，还有相当规模的泰卢固语和马拉雅拉姆语族群生活在市区当中。
在欽奈的泰米尔语自由使用来自其他语言，如英语、泰卢固语和印地语的词汇，is referred to as Madras bhashai（Tamil for "马德拉斯语"）。欽奈自从英国统治时期就是区域中心，其他显著的民族如来自北方邦和比哈尔邦的马拉瓦尔人、Anglo Indian、孟加拉人、旁遮普人、古吉拉特人等等。欽奈作为工业和IT中心正在吸引许多移民人口，其中许多定居此地，将欽奈当成了自己的家。

## 文化
欽奈的文化表现出它人口构成的多样性。该市以其古典舞蹈和印度教庙宇著称。每年十二月，欽奈举办为时五周的马德拉斯音乐季，被称为世界上最大的文化事件之一。音乐季包括由该市及附近的数百名艺术家表演的传统的Carnatic音乐。
欽奈的文化顯示了其人口構成的多樣性。這座城市以其古典舞蹈和印度教寺廟而聞名。每年的十二月，金奈將舉辦五週的馬德拉斯音樂節，並被譽為世界上最大的文化活動之一。音樂季包括由數百位藝術家在城市內外進行的傳統卡納提克音樂。
欽奈也因其古典舞蹈Bharatanatyam而聞名，這是泰米爾納德邦的官方舞蹈。 Bharatanatyam的重要文化中心是Kalakshetra（梵語“藝術之地”），位於城市南部的海灘上。
欽奈是大型坦米爾電影工業的基地，在大多數電影製片廠所在的Kodambakkam地區之後被稱為Kollywood。每年大約生產300張泰米爾電影。電影配樂主宰了城市的音樂舞台。
欽奈慶祝許多節日。 1月份慶祝的Pongal是最重要的節日。慶祝活動持續5天以上。泰米爾人的新年象徵泰米爾人日曆的開始通常在4月14日落下，並且更加值得慶祝。作為一個國際大都會，這裡慶祝幾乎所有重要的宗教節日，如泰國波薩姆，排燈節，開齋節和聖誕節。

## 交通

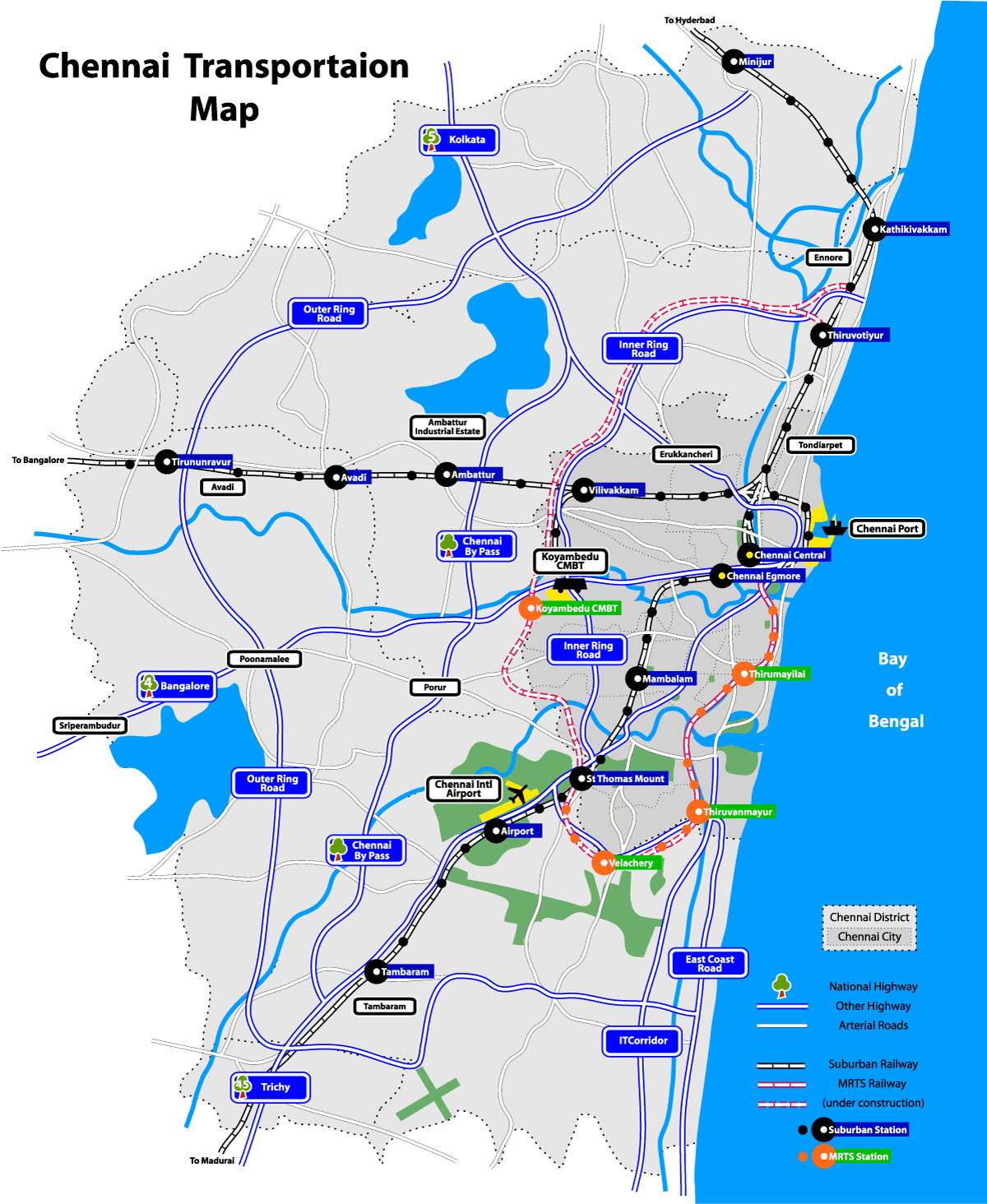
欽奈都市区公路及铁路网地图

清奈大眾捷運系統、清奈地鐵及清奈近郊鐵路三者構成巨大城市清奈的都市鐵路網。欽奈近郊铁路网由4个部分组成：欽奈中央车站—Arakkonam；欽奈中央车站—Sullurpeta；欽奈海滩—Chengalpattu。

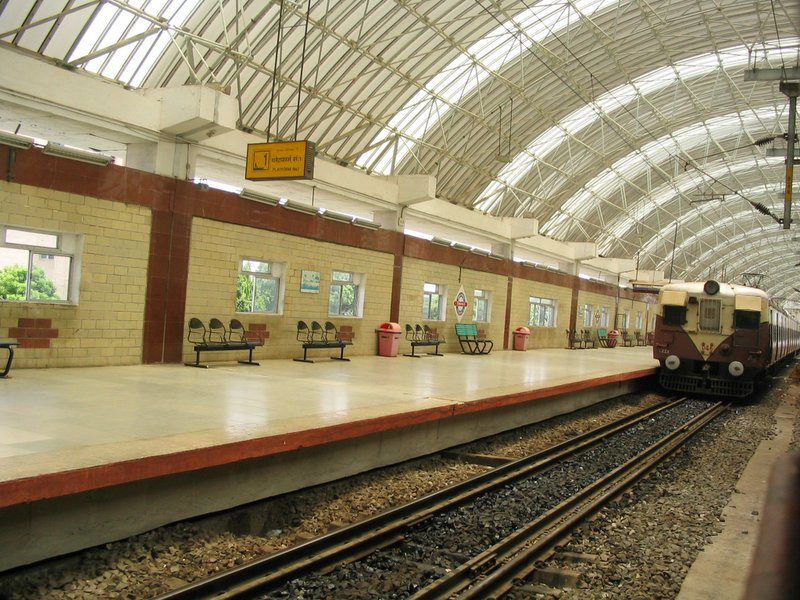
Chintadripet Metro Station des MRTS

欽奈有2个主要的铁路终点站：欽奈中央车站，该市最大的火车站，始发通往印度所有主要城市如孟买、加尔各答、班加罗尔、德里、海德拉巴、哥印拜陀的列车；欽奈Egmore车站，始发的列车基本上都是前往泰米尔纳德邦内城镇，只有极少数的邦际列车。
欽奈常被称为“南印度门户”，与国际上以及印度国内其它地方的联系都很便捷。5条国道向外辐射，通往加尔各答、班加罗尔、Trichy、Tiruvallur和本地治里。 欽奈乡村公共汽车总站（CMBT）是欽奈所有市际汽车的终点站，是南亚最大的公交车站。7个政府拥有的交通企业经营市际和邦际汽车线路。还有许多私营市际和邦际汽车公司在欽奈经营。
服务于该市的欽奈国际机场（由Anna国际机场和Kamaraj国内机场组成），既有国内航线，也有国际航线，繁忙程度名列印度第三，是印度南部最主要的国际门户。该市通过超过30条国内和国际航线，成为与南亚、东南亚、中东、欧洲和北美洲联系的主要枢纽，这个机场还是印度第二繁忙的货运机场。
该市有2个主要港口，即最大的人工港欽奈港，及Ennore Port。欽奈港是印度第二繁忙的集装箱枢纽，承担大宗工业货物、汽车等。Ennore港装卸煤、矿石和其他散装货物。较小的海港Royapuram供当地渔船和拖捞船使用。
大都会运输公司（MTC）经营一个庞大的城市公交系统。该市拥有2,773辆公共汽车，开行375条公交线路，运送估计420万乘客每天。此外，小巴在欽奈大都市区的郊区运营。Vans的经营与公共汽车类似，俗称为"Maxi Cabs"，也开行该市许多线路。租赁运输工具包括metered call 出租汽车, fixed rate tourist taxis和自动人力车。

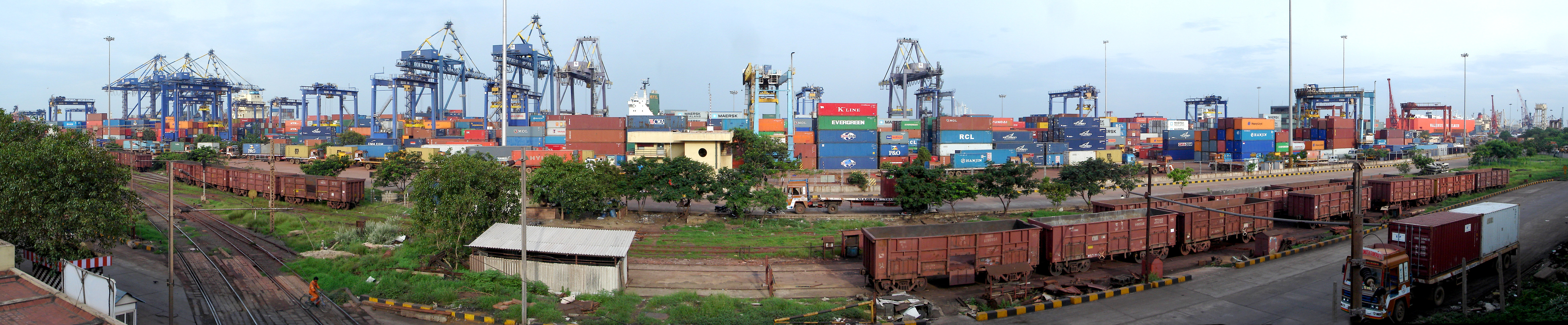
欽奈港全景

## 教育

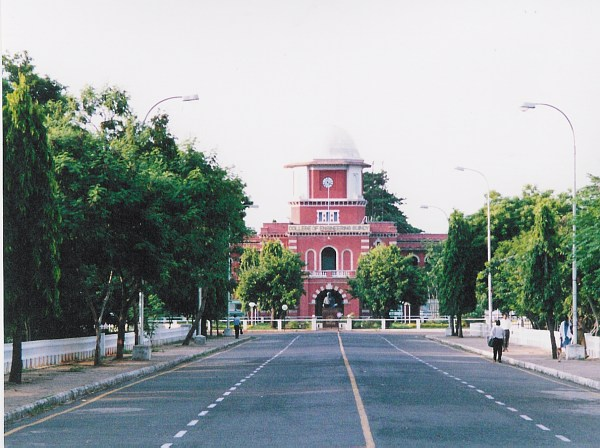
安娜大学

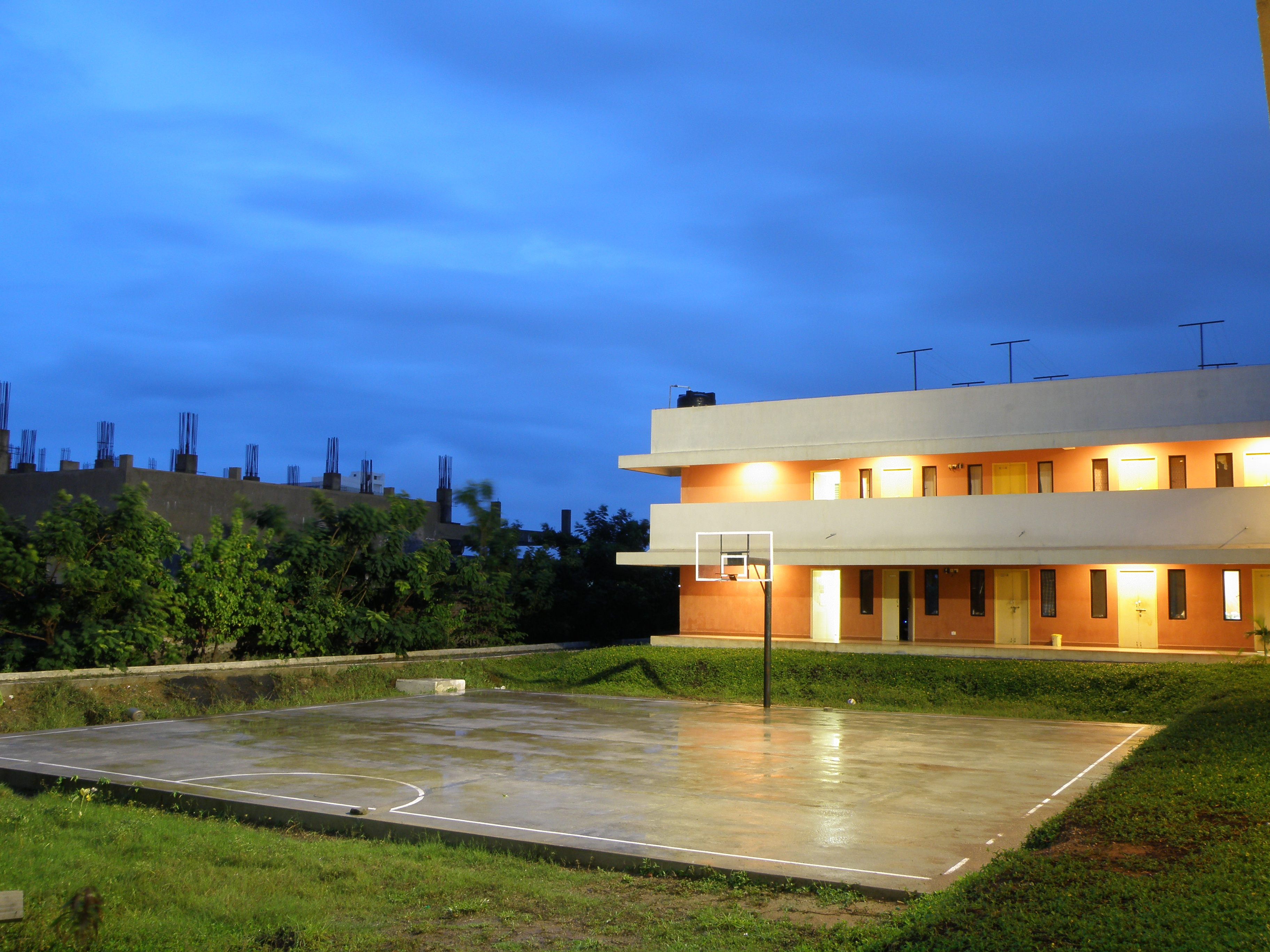
欽奈数学学院

欽奈既有由泰米尔纳德邦政府设立的公立学校，也有私立学校，其中有一些得到政府的津贴。私立学校使用英语作为教学语言。公立学校同时提供英语和泰米尔语教育，英语被大多数人作为首选。私立学校通常都加入了
马德拉斯大学（1857）在该市拥有3个校园，开设文学院、理学院和商学院。

## 体育

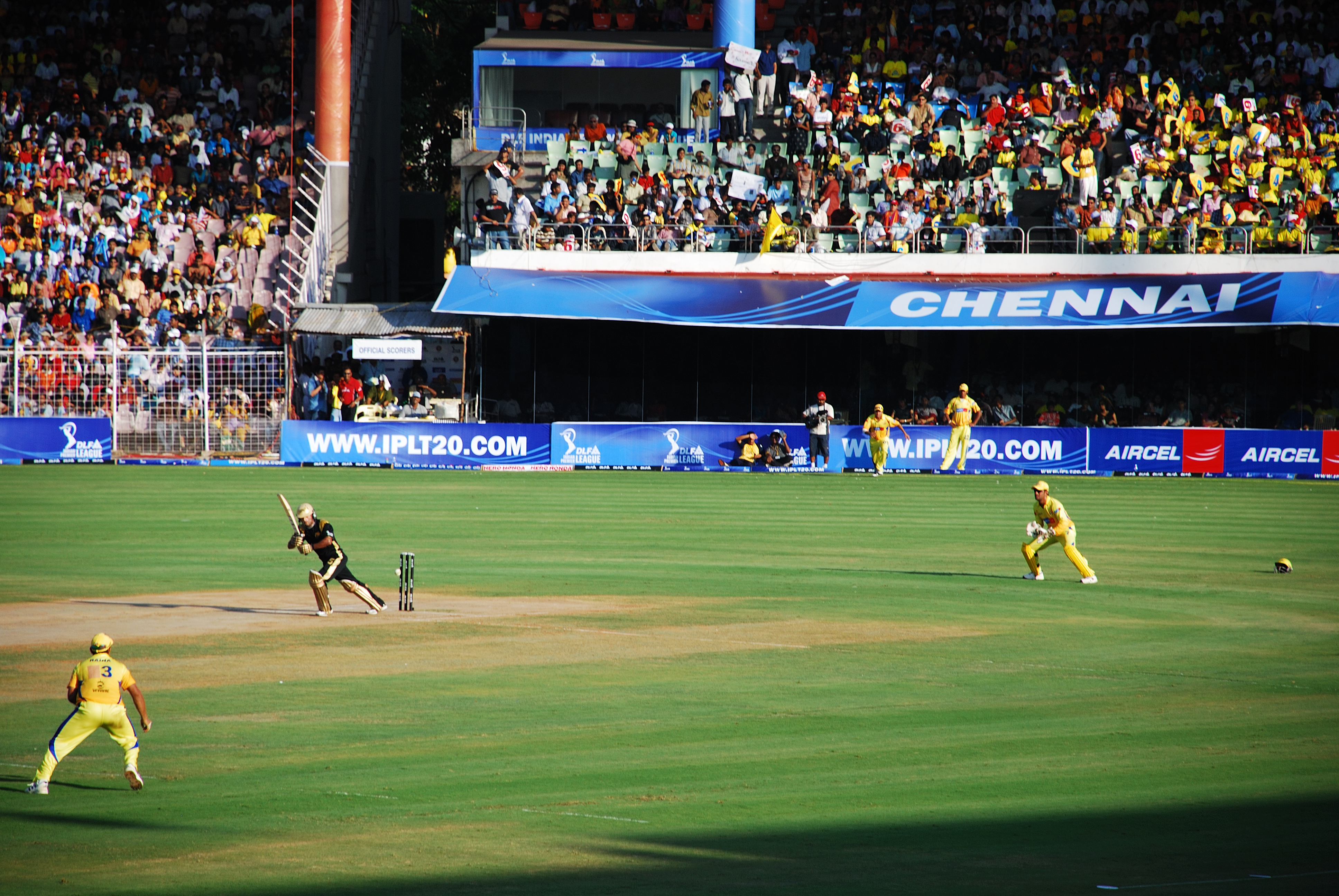
一场正在MAC体育场举行的IPL（Indian Premier League）比赛

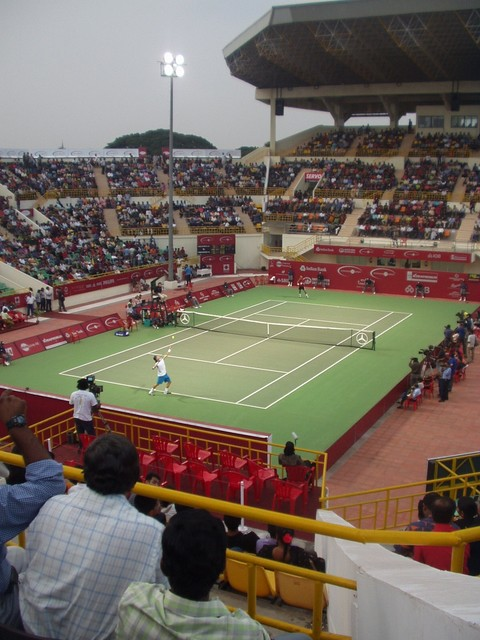
2005年ATP欽奈公开赛

板球是欽奈最受欢迎的体育运动，位于欽奈市Chepauk区的MAC体育场（M.A. Chidambaram Stadium）是印度最古老的板球场之一，目前这个体育场正在翻新以迎接即将到来的2011年板球世界杯。位于马德拉斯印度理工学院的Chemplast板球场是另一个重要的板球比赛场地，其经常举办一流水准的板球比赛。来自于欽奈的著名板球运动员包括前测试赛队长（Test-captains）--Srinivasaraghavan Venkataraghavan和Kris Srikkanth。一座板球快速投球学院--MRF Pace基金会—就设在欽奈，其教练包括著名的Bob Simpson和Dennis Lillee。欽奈是印度超级板球联盟欽奈超级国王队（Chennai Super Kings）的主场，同时也是印度板球联盟（Indian Premier League）欽奈超级明星队（Chennai Superstars）的主场。
欽奈是印度超级曲棍球联盟（Premier Hockey League）欽奈老兵队（Chennai Veerans）的主场，同时还在Radhakrishnan市长体育场（Mayor Radhakrishnan Stadium）成功举办过多场曲棍球巡回赛，例如亚洲杯以及男子曲棍球世界锦标赛。
欽奈曾经产生过一些广受欢迎的网球运动员包括Leander Paes、Vijay AmritrajRamesh Krishnan以及Mahesh Bhupathi，同时自1997年以来每年都举办ATP赛事--欽奈公开赛，其属于ATP世界巡回赛250赛，也是印度唯一一项ATP赛事。
足球和其他体育比赛在欽奈Jawaharlal Nehru体育场举行，此处还能举办多种室内运动比赛例如排球、篮球和乒乓球等。Velachery Aquatic Complex体育馆举办水上比赛。欽奈还是1995年南亚运动会的主办地。
自印度获得独立后欽奈就与印度的赛车运动紧密相关。摩托车比赛都是在位于Sriperumbudur区的Irungattukottai专用赛道举办，自启用以来已此地已成功进行多项国际赛事。赛马运动在Guindy赛马场举办，而赛艇比赛由马德拉斯赛艇俱乐部主办（Madras Boat Club）。欽奈有两座建于19世纪晚期的高尔夫球场—Cosmopolitan俱乐部以及Gymkhana俱乐部。国际象棋世界冠军Viswanathan Anand也来自于欽奈。
欽奈其他的著名运动员包括乒乓球运动员沙拉特·卡迈勒以及一位两届世界彈戲冠军--Maria Irudayam。欽奈还拥有一支橄榄球联盟球队欽奈猎豹队（Chennai Cheetahs）。

## 友好城市
欽奈与下列国家的城市有着友好城市关系。
| 国家   | 城市       | 州 / 地区    | 缔结年份 |
| ------ | ---------- | ------------ | -------- |
| 中国   | 重庆       | 重庆直辖市   | 2015     |
| 美国   | 圣安东尼奥 | 得克萨斯州   | 2007     |
| 德国   | 法兰克福   | 黑森州       | 2005     |
| 埃及   | 开罗       | 开罗省       | 2000     |
| 美国   | 丹佛       | 科罗拉多州   | 1984     |
| 俄罗斯 | 伏尔加格勒 | 伏尔加格勒州 | 1966     |

## 相关图片集

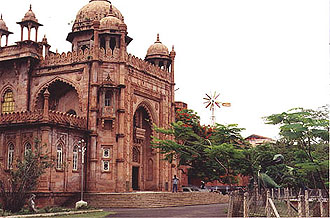
政府博物馆
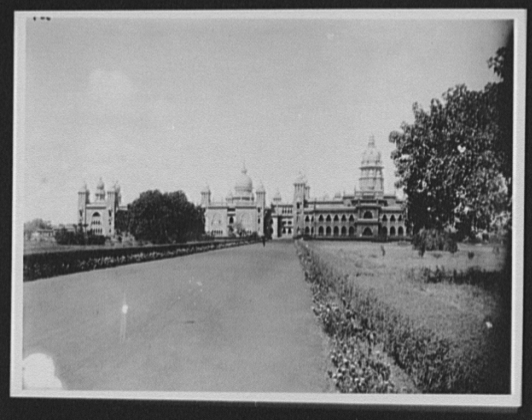
马德拉斯高等法院，1895年
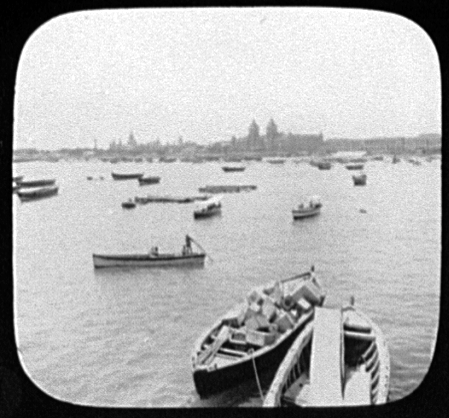
马德拉斯. Ansicht des Hafens 1895
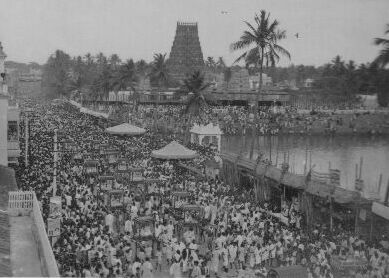
Kapaleeshwarar Kovil (circa 1940)
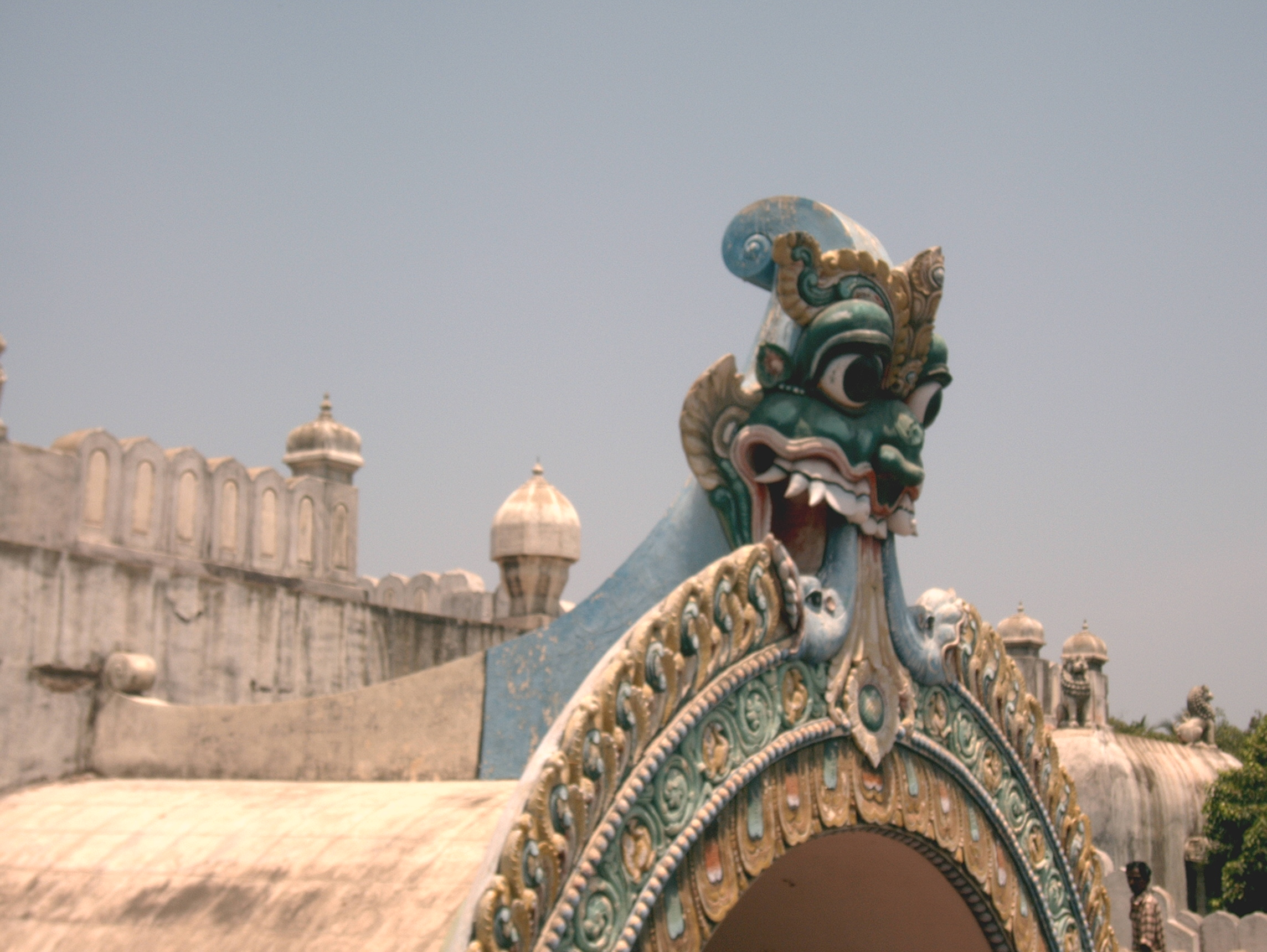
stilisierter Löwe an der Fassade des Valluvar Kottam
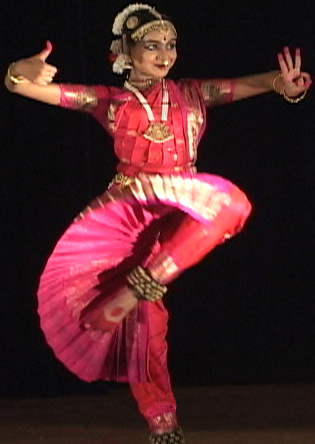
Bharatanatyam舞蹈表演
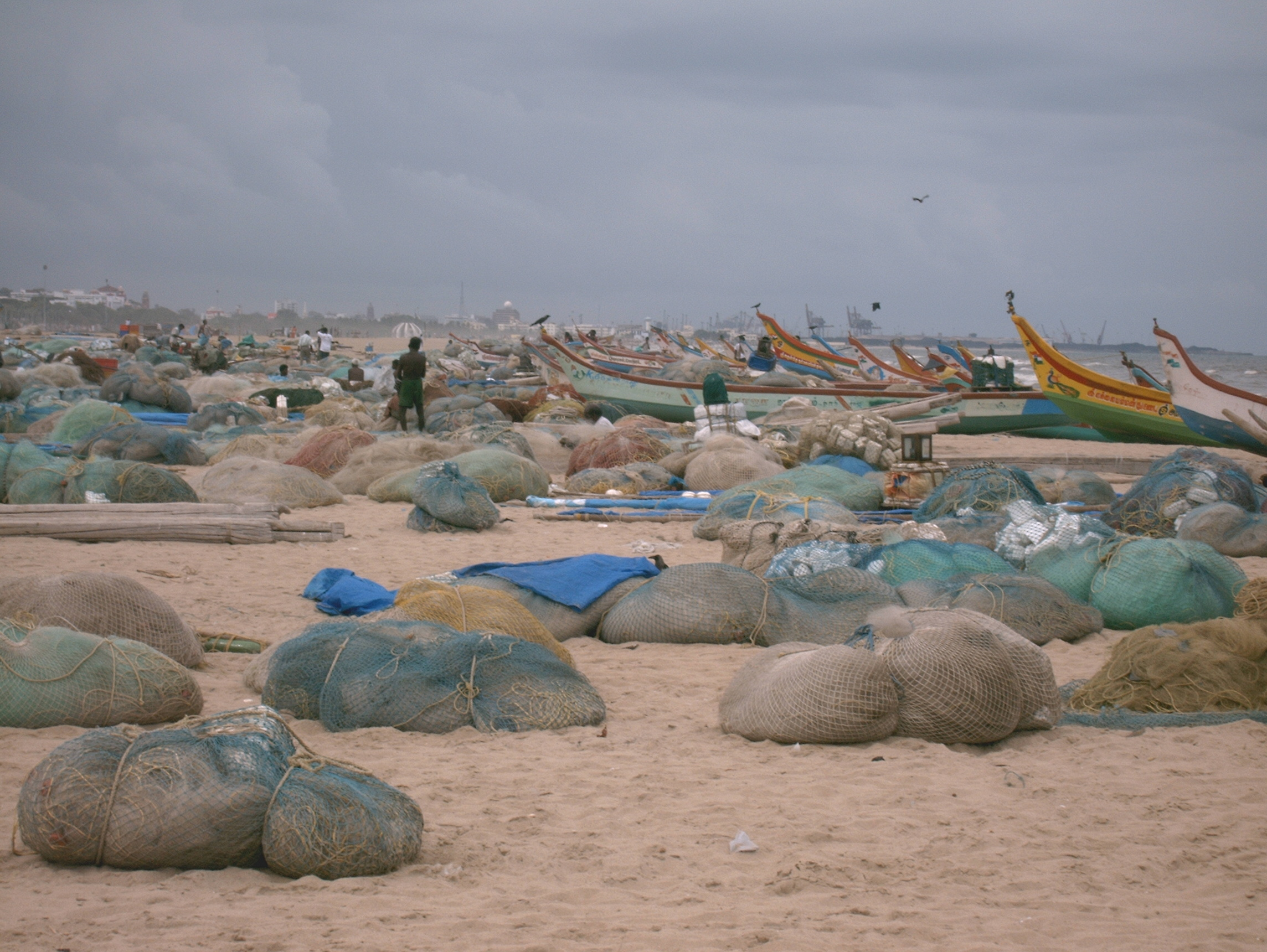
Marina: Fischer unterhalb der St.-Thomas-Kathedrale
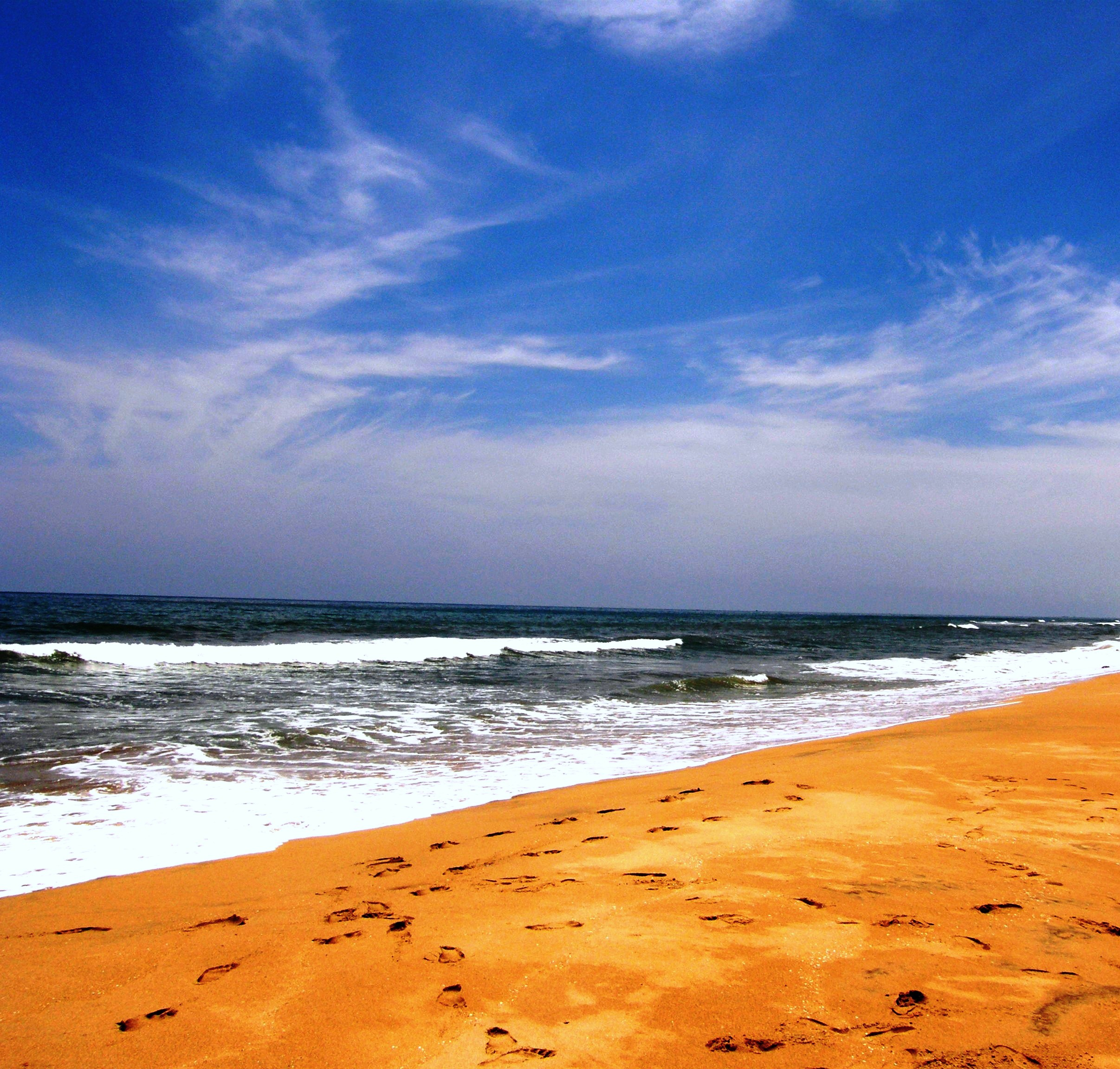
欽奈附近的孟加拉湾海滩
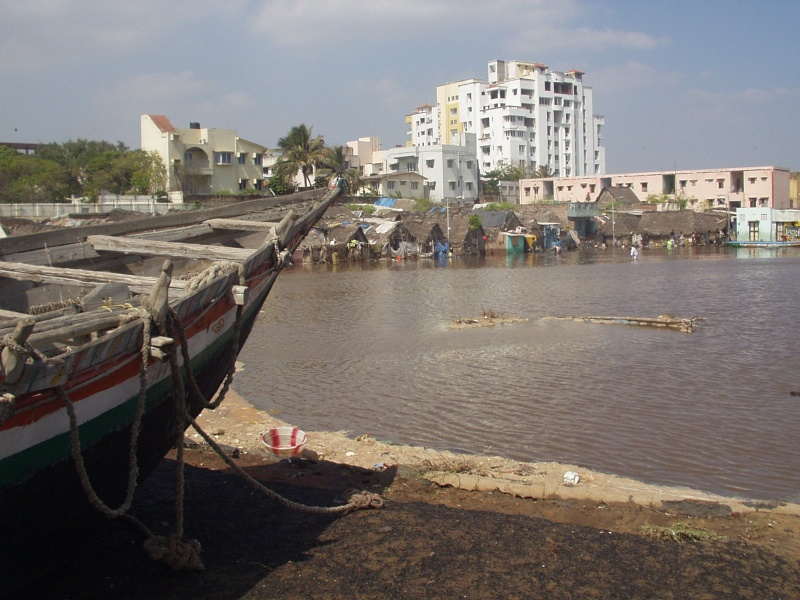
印度洋海啸之后
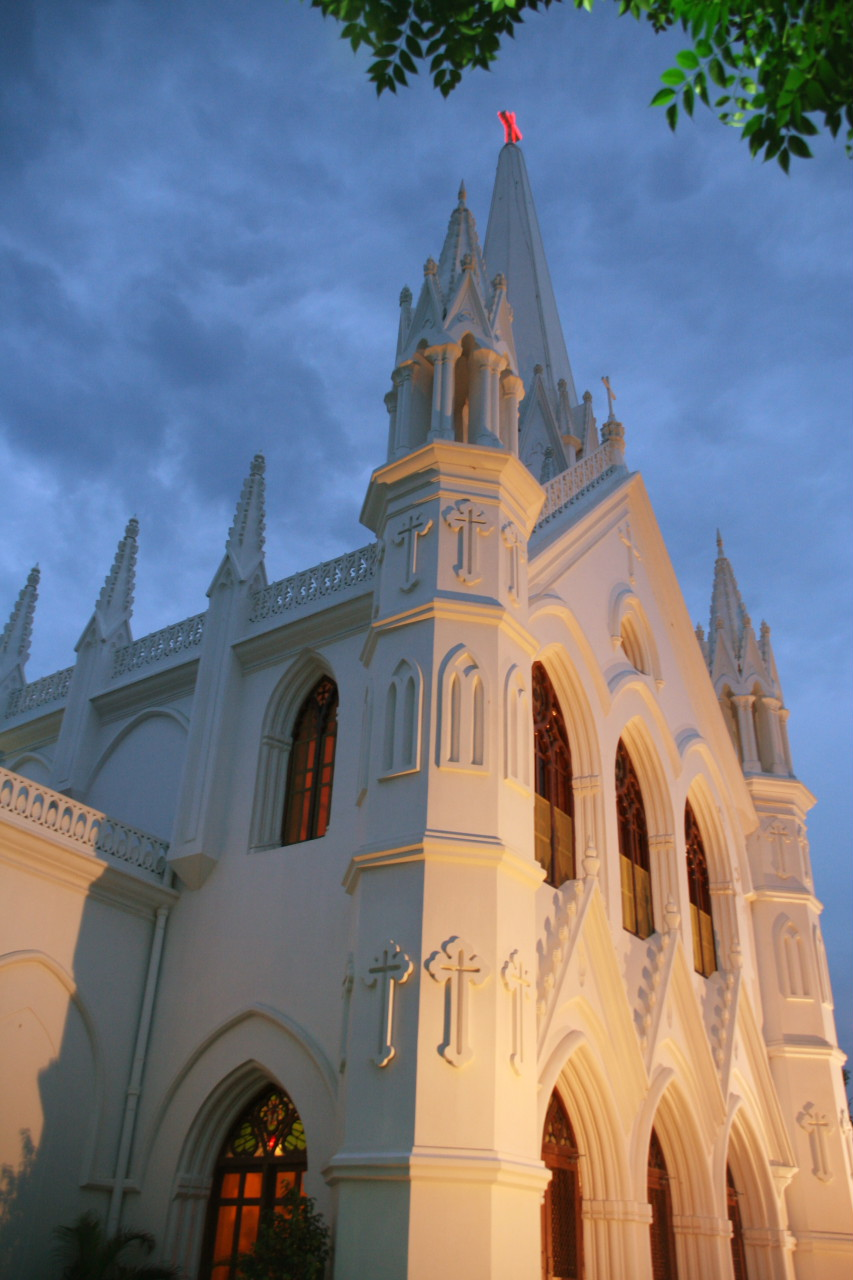
聖湯瑪士教堂（St Thome Cathedral Basilica）
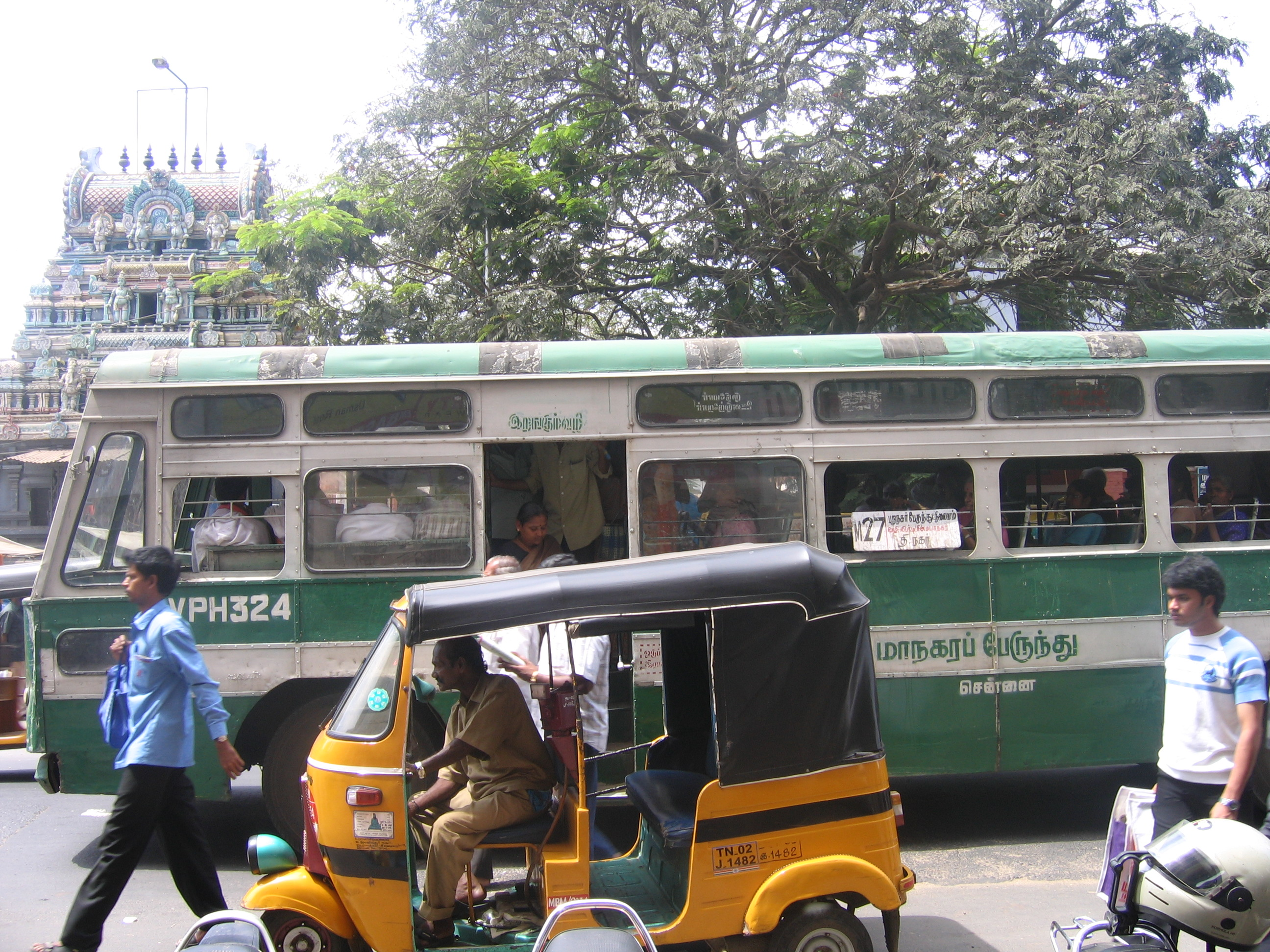
MTC bus on South Usman Road, T. Naga
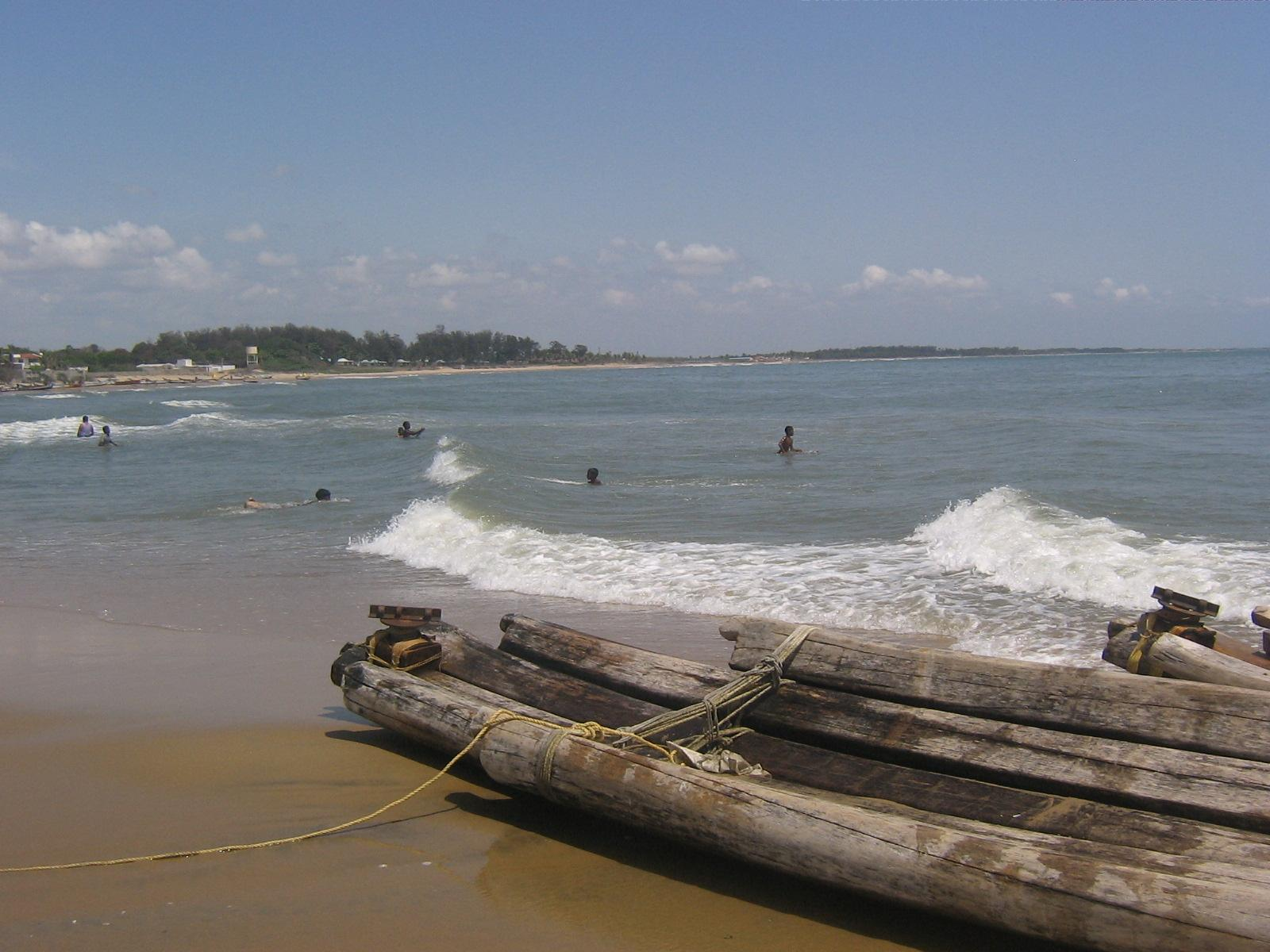
Covelong/ 欽奈附近的Kovalam沙滩